# ARM11
ARM11은 ARM 홀딩스가 라이선스하는 32비트 RISC ARM 프로세서 코어 그룹이다. ARM11 코어 제품군은 ARM1136J(F)-S, ARM1156T2(F)-S, ARM1176JZ(F)-S, ARM11MPCore로 구성된다. ARM11 코어는 2002년부터 2005년까지 출시되었으며, 더 이상 새로운 IC 설계에 권장되지 않으므로, 새로운 대안으로는 ARM Cortex-A 및 ARM Cortex-R 코어가 있다.

## 개요
| 발표 | 발표           |
| 연도 | 코어           |
| ---- | -------------- |
| 2002 | ARM1136J(F)-S  |
| 2003 | ARM1156T2(F)-S |
| 2003 | ARM1176JZ(F)-S |
| 2005 | ARM11MPCore    |

ARM11 제품군(2002년 4월 29일 발표)은 2001년 10월에 발표되었던 ARMv6 아키텍처 추가 사항을 도입했다. 여기에는 SIMD 미디어 명령어, 멀티프로세서 지원, 배타적 로드 및 스토어 명령어 및 새로운 캐시 아키텍처가 포함된다. 구현된 파이프라인은 이전 ARM9 또는 ARM10 제품군에 비해 상당히 개선되었으며, 애플, 노키아 등에서 생산하는 스마트폰에 사용된다. 초기 ARM11 코어(ARM1136)는 2002년 10월에 라이선스 사용자에게 출시되었다.
ARM11 제품군은 현재 유일한 ARMv6 아키텍처 코어이다. 그러나 마이크로컨트롤러 애플리케이션을 대상으로 하는 ARMv6-M 코어(Cortex-M0 및 Cortex-M1)가 있다. ARM11 코어는 더 까다로운 애플리케이션을 목표로 한다.

### ARM9과의 차이점
명령어 집합 측면에서 ARM11은 이전 ARM9 세대 위에 구축되었다. 모든 ARM926EJ-S 기능 {{닌텐도 위 스타렛}}을 통합하고 미디어 지원(SIMD) 및 IRQ 응답 가속화를 위한 ARMv6 명령어를 추가한다.
ARM11 코어의 마이크로아키텍처 개선 사항은 다음과 같다.
- MPEG-4 및 오디오 디지털 신호 처리 알고리즘 속도를 두 배로 높일 수 있는 SIMD 명령어
- 캐시는 물리적으로 주소 지정되어 많은 캐시 별칭 문제를 해결하고 문맥 전환 오버헤드를 줄인다.
- 정렬되지 않은 및 혼합 엔디안 데이터 액세스가 지원된다.
- 열 발생 감소 및 과열 위험 감소
- 재설계된 파이프라인, 더 빠른 클럭 속도 지원(최대 1 GHz 목표)
  - 더 길다: 8단계(5단계 대비)
  - 일부 작업(예: 저장)에 대한 순서 비지정 완료
  - 동적 분기 예측/폴딩(XScale과 유사)
  - 캐시 미스가 비의존적 명령어 실행을 차단하지 않는다.
  - 로드/스토어 병렬 처리
  - ALU 병렬 처리
- 64비트 데이터 경로

JTAG 디버그 지원(중단, 단계별 실행, 중단점 및 감시점용)이 간소화되었다. EmbeddedICE 모듈은 ARMv7 아키텍처의 일부가 된 인터페이스로 대체되었다. 하드웨어 추적 모듈(ETM 및 ETB)은 ARM9에서 사용된 것과 호환되지만 업데이트된 버전이다. 특히, 추적 시맨틱은 병렬 명령어 실행 및 데이터 전송을 처리하도록 업데이트되었다.
ARM은 권장되는 베릴로그 코딩 스타일과 기술을 홍보하기 위해 노력한다. 이는 반도체 설계 흐름 전반에 걸쳐 동일한 시맨틱을 보존하여 의미론적으로 엄격한 설계를 보장하며, 여기에는 형식 검증 기술의 광범위한 사용이 포함되었다. 그러한 주의가 없다면 ARM11을 타사 설계와 통합할 경우 찾기 어려운 잠재 버그가 노출될 위험이 있다. ARM 코어는 다양한 논리 합성 도구 및 칩 제조 공정을 사용하여 여러 다른 설계에 통합되므로, 레지스터 전송 수준(RTL) 품질의 영향이 여러 배로 확대된다. ARM11 세대는 이전 세대보다 합성(Synthesis)에 더 중점을 두어 이러한 문제가 더욱 중요해졌다.

## 코어
ARM11 코어는 4가지가 있다.
- ARM1136[6]
- ARM1156, Thumb2 명령어 도입
- ARM1176, 보안 확장 도입[7]
- ARM11MPcore, 멀티코어 지원 도입

## 칩
- 암바렐라 A5s, A7, A7L

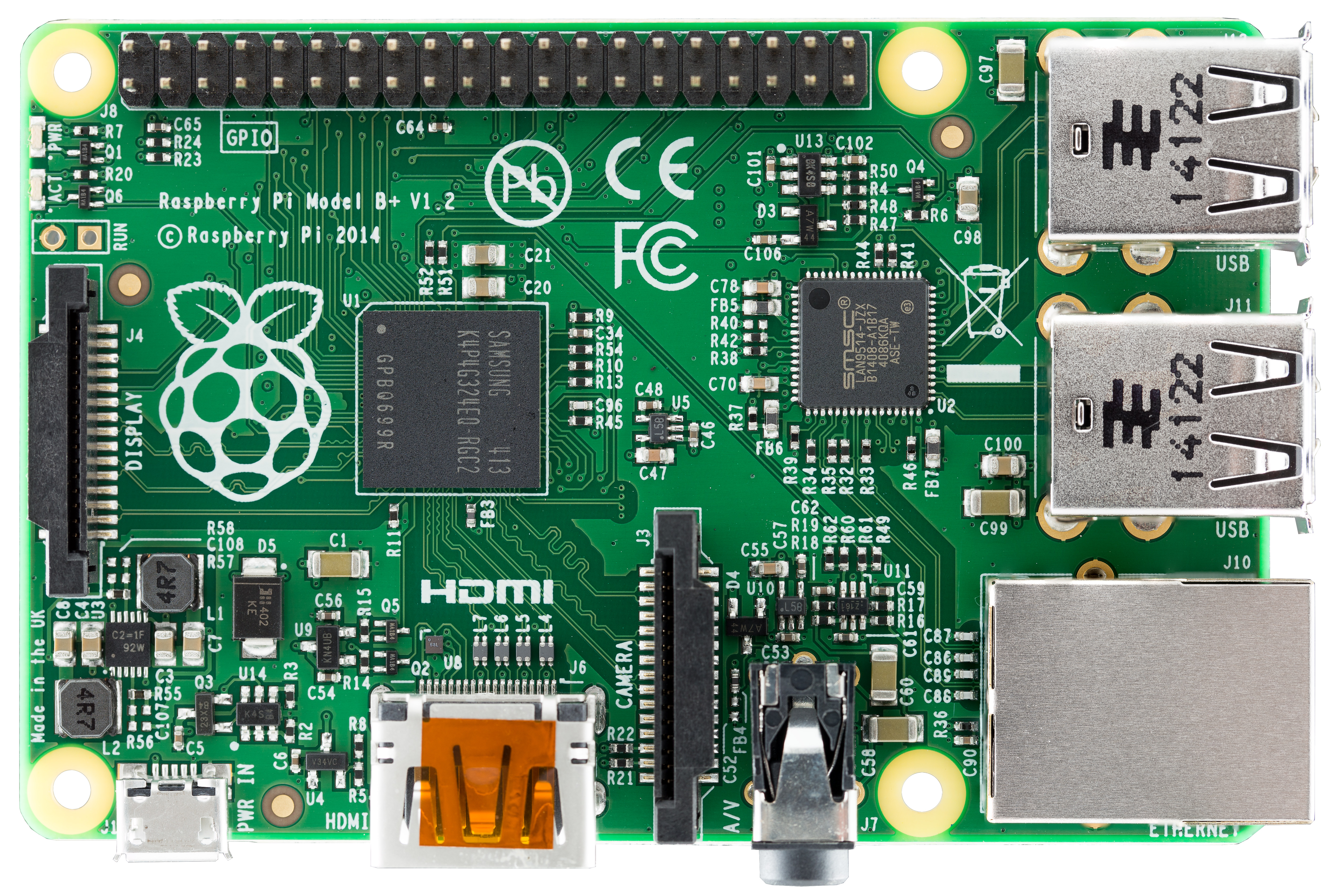
라즈베리 파이 B+와 브로드컴 BCM2835 (ARM1176JZF-S)

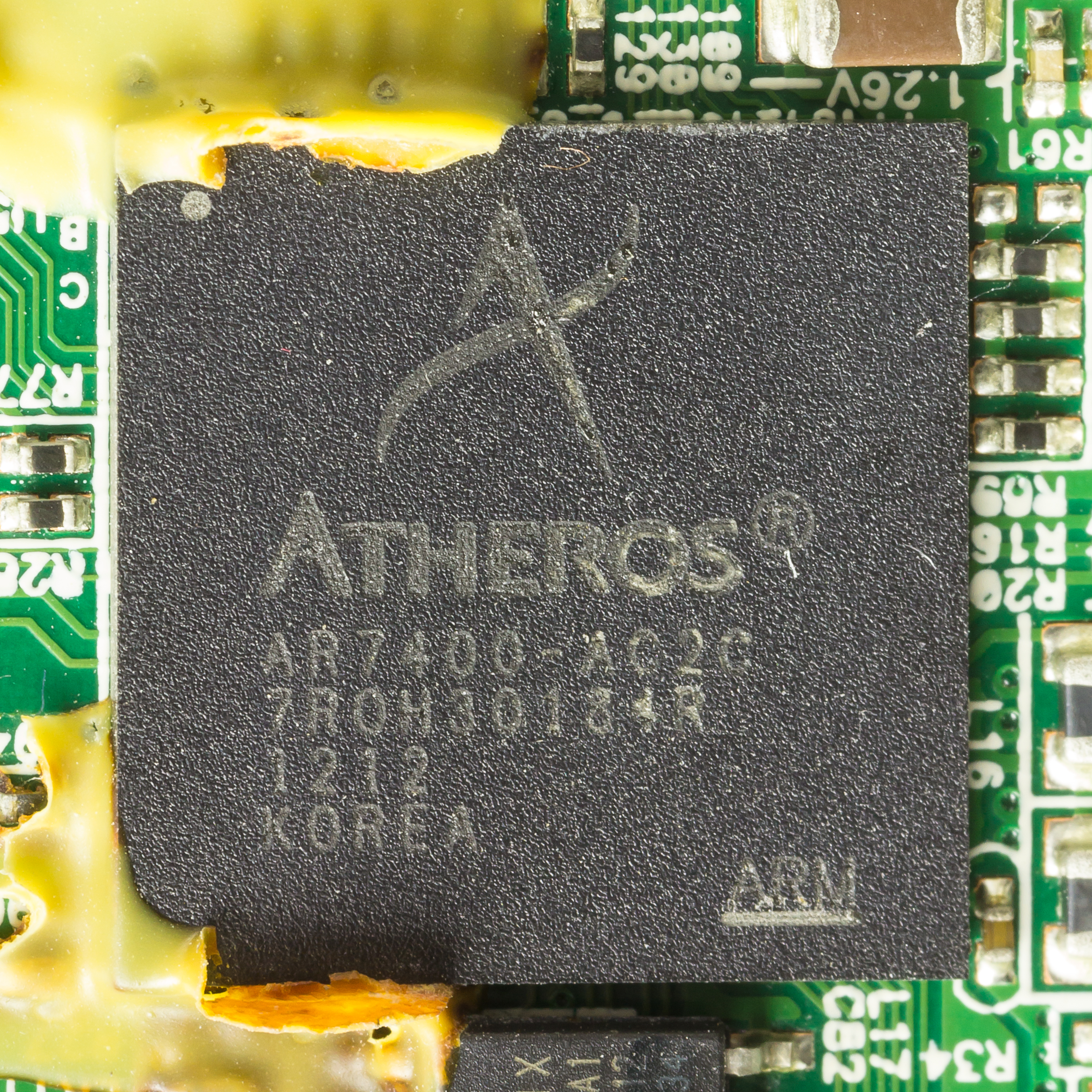
아테로스 AR7400

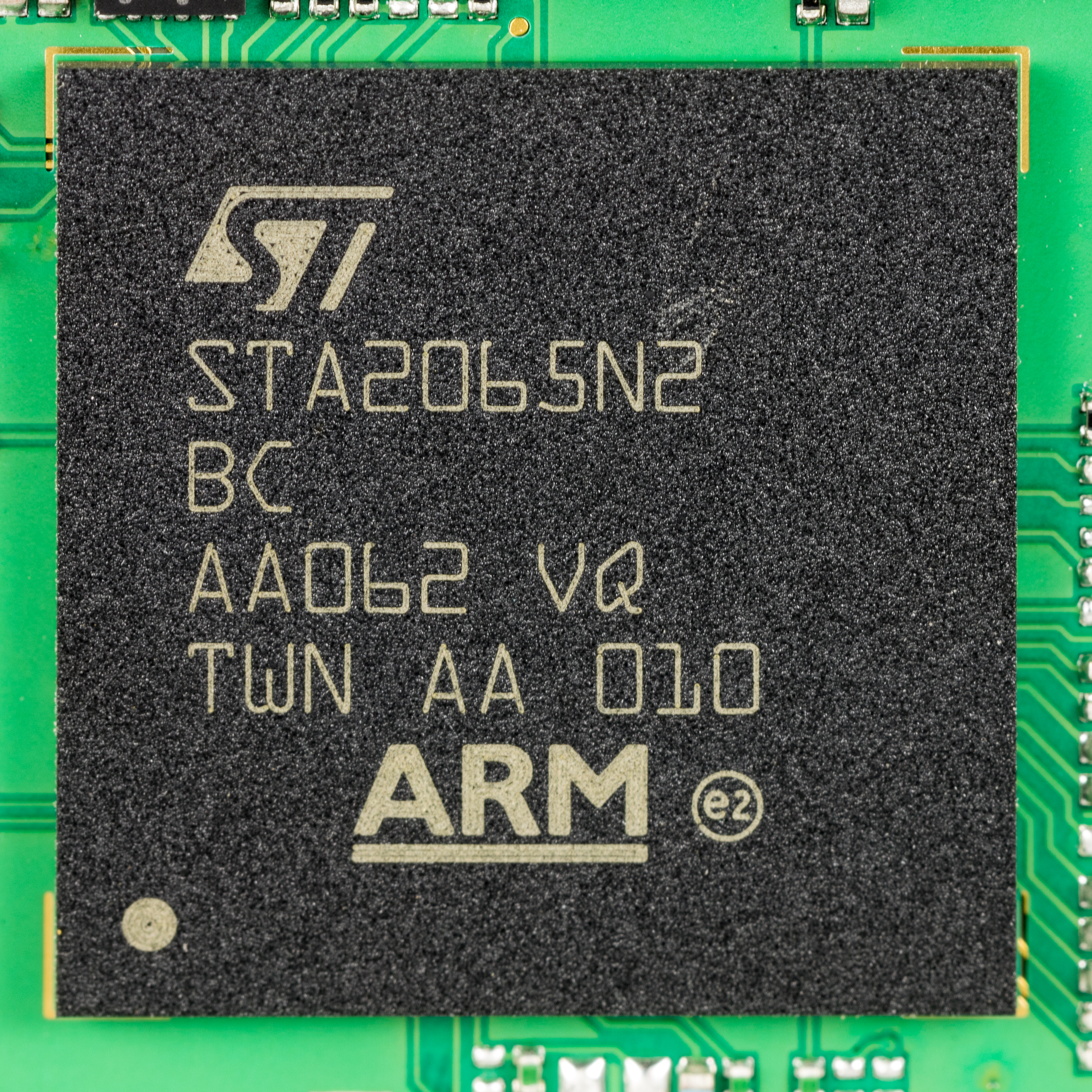
ST마이크로일렉트로닉스 STA2065N2 (ARM1176) 내장 GPS

- ASPEED Technology Inc. AST25xx
- 브로드컴 BCM2835 (라즈베리 파이 1 A/B, Pi Zero), BCM21553
- Cavium ECONA CNS3000 시리즈[9]
- CSR 콰트로 4230, 45xx, 53xx
- 프리스케일 세미컨덕터 i.MX3x 시리즈, 예: i.MX31, i.MX35
- Infotmic IMAPX2xx
- 닌텐도 CTR-CPU (닌텐도 3DS, 뉴 닌텐도 3DS)
- NTC Module 1879VYa1Ya, K1879KhB1Ya, 1879KhK1Ya, K1888VS018
- 엔비디아 테그라
- 미디어텍 MT6276, MT6573
- Mindspeed Comcerto 1000 (프리스케일 LS102MA)
- 필립스 세미컨덕터/NXP/ST-NXP Wireless 노마딕 STn8820
- PLX Technology NAS782x
- 퀄컴 MSM720x, MSM7x27
- 퀄컴 아테로스 AR7400
- 삼성 S3C64xx, S5P64xx, S5L87xx, S5L89xx 또는 로직11이 포함된 엑시노스 듀얼
- 텔레칩스 TCC8902
- 텍사스 인스트루먼트 OMAP2 시리즈, TMS320 C55x 또는 C64x DSP를 두 번째 코어로 사용
- 아이폰 3G 시리즈, 삼성 ARM 1176JZ 칩 사용
- Xcometic KVM2800

## 같이 보기
- ARM 아키텍처
- 인터럽트, 인터럽트 핸들러
- JTAG
- ARM 아키텍처 및 코어 목록
- 실시간 운영체제, 실시간 운영 체제 비교